# Болванъю
Болванъю (устар. Болван-Ю) — река в России, протекает по Ненецкому автономному округу. Устье реки находится в 214 км от устья реки Лая по правому берегу. Длина реки составляет 29 км.

## Данные водного реестра
По данным государственного водного реестра России относится к Двинско-Печорскому бассейновому округу, водохозяйственный участок реки — Печора от впадения реки Уса до водомерного поста Усть-Цильма, речной подбассейн реки — бассейны притоков Печоры ниже впадения Усы. Речной бассейн реки — Печора.
По данным геоинформационной системы водохозяйственного районирования территории РФ, подготовленной Федеральным агентством водных ресурсов:
- Код водного объекта в государственном водном реестре — 03050300112103000073539
- Код по гидрологической изученности (ГИ) — 103007353
- Код бассейна — 03.05.03.001
- Номер тома по ГИ — 03
- Выпуск по ГИ — 0